# پوریا جلالی‌پور
پوریا جلالی‌پور ورزشکار پارالمپیک در رشته تیراندازی با کمان اهل ایران است. وی که برای شرکت در مسابقات تیراندازی با کمان به هلند اعزام شده بود، با پایان بازی‌ها از بازگشت به ایران خودداری کرد. رئیس فدراسیون تیراندازی با کمان جمهوری اسلامی ایران گفت پوریا جلالی‌پور، با وجود تلاش ما تمایلی برای بازگشت به ایران ندارد.
پوریا جلالی پور کماندار ریکرو معلولان بارها به مسابقات بین‌المللی رفته بود. رسانه‌های ایرانی می‌گویند او درخواست پناهندگی داده‌است.